# IX Legislatura de Guatemala
La IX Legislatura del Congreso de la República de Guatemala estuvo conformada por los diputados electos en las Elecciones generales de 2019. Inició sus funciones el día 14 de enero de 2020 y las finalizó el 14 de enero de 2024. Estuvo presidida por Allan Rodríguez, en 2 períodos 2020-2021 y 2021-2022 y por Shirley Rivera, también en 2 períodos, 2022-2023 y 2023-2024.

## Diputados al Congreso de Guatemala
A continuación se presentan los diputados que formaron parte de la IX legislatura, el partido por el que fueron postulados y el que representaron al final, algunos de facto se incorporaron a otros partidos representados en el congreso y otros lo hicieron con partidos nuevos, todo esto porque en Guatemala está prohibido el transfuguismo. Sin embargo, algunos se declararon independientes. 

### Diputados por distrito
| Departamento     | Diputado                                  | Partido postulante | Partido final |
| ---------------- | ----------------------------------------- | ------------------ | ------------- |
| Distrito Central | Samuel Andrés Pérez Álvarez               |                    |               |
| Distrito Central | Luis Fernando Pineda Lemus                |                    |               |
| Distrito Central | Román Wilfredo Castellanos Caal           |                    |               |
| Distrito Central | José Rodolfo Neutze Aguirre               |                    |               |
| Distrito Central | Cristian Rodolfo Álvarez Álvarez          |                    |               |
| Distrito Central | Julio Enrique Montano Méndez              |                    |               |
| Distrito Central | Hellen Magaly Alexandra Ajcip Canel       |                    |               |
| Distrito Central | Aníbal Estuardo Samayoa Alvarado          |                    |               |
| Distrito Central | Cándido Fernando Leal Gómez               |                    |               |
| Distrito Central | Ana Lucrecia Marroquín Godoy              |                    |               |
| Distrito Central | Aldo Iván Dávila Morales                  |                    |               |
| Alta Verapaz     | Lilian Piedad García Contreras            |                    |               |
| Alta Verapaz     | Ernesto Omar Mazariegos Quej              |                    |               |
| Alta Verapaz     | Darwin Alberto Lucas Paz                  |                    |               |
| Alta Verapaz     | Héctor Manuel Choc Caal                   |                    |               |
| Alta Verapaz     | Julia Izabel Anshelm-Möller Velásquez     |                    |               |
| Alta Verapaz     | Rudy Berner Pereira Delgado               |                    |               |
| Alta Verapaz     | Keven Iván Ligorría Galicia               |                    |               |
| Alta Verapaz     | Leopoldo Salazar Samayoa                  |                    |               |
| Alta Verapaz     | Sergio Leonid Chacón Tarot                |                    |               |
| Baja Verapaz     | Marleni Lineth Matías Santiago            |                    |               |
| Baja Verapaz     | Edgar Rubén Dubón García                  |                    |               |
| Chimaltenango    | Madeleine Samantha Figueroa Rodas         |                    |               |
| Chimaltenango    | Petrona Mejía Chutá Lara                  |                    |               |
| Chimaltenango    | Maynor Gabriel Mejía Popol                |                    |               |
| Chimaltenango    | Wilmer Rolando Mendoza                    |                    |               |
| Chimaltenango    | José Alejandro de León Maldonado          |                    |               |
| Chiquimula       | Jennifer Gabriela Marcelina Guerra Gálvez |                    |               |
| Chiquimula       | Juan Ignacio Quijada Heredia              |                    |               |
| Chiquimula       | Boris Roberto España Cáceres              |                    |               |
| El Progreso      | Víctor Israel Guerra Velásquez            |                    |               |
| El Progreso      | Félix Danilo Palencia Escobar             |                    |               |
| Escuintla        | Francisco Vitelio Lam Ruano               |                    |               |
| Escuintla        | Carlos Enrique Mencos Morales             |                    |               |
| Escuintla        | Ángel Francisco González Velásquez        |                    |               |
| Escuintla        | Gustavo Adolfo Cruz Montoya               |                    |               |
| Escuintla        | Sergio David Arana Roca                   |                    |               |
| Escuintla        | Hernán Morán Mejía                        |                    |               |
| Guatemala        | Ligia Iveth Hernández Gómez               |                    |               |
| Guatemala        | José Alberto Sánchez Guzmán               |                    |               |
| Guatemala        | Jairo Joaquín Flores Divas                |                    |               |
| Guatemala        | Marvin Estuardo Samayoa Curiales          |                    |               |
| Guatemala        | Aníbal Estuardo Rojas Espino              |                    |               |
| Guatemala        | Rudy Wostbeli González Cardona            |                    |               |
| Guatemala        | Efraín Menéndez Anguiano                  |                    |               |
| Guatemala        | José Francisco Zamora Barillas            |                    |               |
| Guatemala        | Carlos Roberto Calderón Gálvez            |                    |               |
| Guatemala        | Shirley Joanna Rivera Zaldaña             |                    |               |
| Guatemala        | Oscar Stuardo Chinchilla Guzmán           |                    |               |
| Guatemala        | Yesmín María Poroj Orellana               |                    |               |
| Guatemala        | Flavio Valdemar Muñoz Cifuentes           |                    |               |
| Guatemala        | Edgar Stuardo Batres Vides                |                    |               |
| Guatemala        | Lázaro Vinicio Zamora Ruiz                |                    |               |
| Guatemala        | Oto Leonel Callejas                       |                    |               |
| Guatemala        | Eduardo Zachrisson Castillo               |                    |               |
| Guatemala        | Andrea Beatriz Villagrán Antón            |                    |               |
| Guatemala        | Manuel de Jesús Rivera Estévez            |                    |               |
| Huehuetenango    | Lucrecia Carola Samayoa Reyes             |                    |               |
| Huehuetenango    | Karla Betzaida Cardona Arreaga Pojoy      |                    |               |
| Huehuetenango    | Martín Nicolás Segundo                    |                    |               |
| Huehuetenango    | Aroldo José Ríos Gamarro                  |                    |               |
| Huehuetenango    | Erick Geovany Martínez Herrera            |                    |               |
| Huehuetenango    | Julio César López Escobar                 |                    |               |
| Huehuetenango    | Sofía Jeanneth Hernández Herrera          |                    |               |
| Huehuetenango    | Joel Rubén Martínez Herrera               |                    |               |
| Huehuetenango    | Cornelio Gonzalo García García            |                    |               |
| Huehuetenango    | Walter Rolando Félix López                |                    |               |
| Izabal           | Thelma Elizabeth Ramírez Retana           |                    |               |
| Izabal           | Juan Ramón Rivas García                   |                    |               |
| Izabal           | Sandra Lorena de León Teo                 |                    |               |
| Jalapa           | Luis Fernando Sanchinel Palma             |                    |               |
| Jalapa           | Olga Marina Juárez Alfaro                 |                    |               |
| Jalapa           | Jaime Octavio Augusto Lucero Vásquez      |                    |               |
| Jutiapa          | Carlos Santiago Najera Sagastume          |                    |               |
| Jutiapa          | Juan Carlos Rodas Lucero                  |                    |               |
| Jutiapa          | Sandra Patricia Sandoval González         |                    |               |
| Jutiapa          | Maynor Estuardo Castillo y Castillo       |                    |               |
| Petén            | Edgar Raúl Reyes Lee                      |                    |               |
| Petén            | César Augusto Fión Morales                |                    |               |
| Petén            | José Gabriel Barahona Morales             |                    |               |
| Petén            | Edgar Eduardo Montepeque González         |                    |               |
| Quetzaltenango   | Duay Antoni Martínez Salazar              |                    |               |
| Quetzaltenango   | Aree Alvin Aguilar López                  |                    |               |
| Quetzaltenango   | Rubén Misael Escobar Calderón             |                    |               |
| Quetzaltenango   | Gerardin Ariel Díaz Mazariegos            |                    |               |
| Quetzaltenango   | Adán Pérez y Pérez                        |                    |               |
| Quetzaltenango   | Nery René Mazariegos López                |                    |               |
| Quetzaltenango   | Emilio de Jesús Maldonado Trujillo        |                    |               |
| Quiché           | Carlos Enrique López Maldonado            |                    |               |
| Quiché           | Dalio José Berreondo Zavala               |                    |               |
| Quiché           | Andy Arnoldo Figueroa Gil                 |                    |               |
| Quiché           | Raúl Antonio Solórzano Quevedo            |                    |               |
| Quiché           | Josué Edmundo Lémus Cifuentes             |                    |               |
| Quiché           | Greicy Domenica de León de Léon de Pérez  |                    |               |
| Quiché           | José Adolfo Quezada Vásquez               |                    |               |
| Quiché           | Herbert Salvador Figueroa Pérez           |                    |               |
| Retalhuleu       | José Luis Galindo de Léon                 |                    |               |
| Retalhuleu       | Esteban Rubén Barrios Galindo             |                    |               |
| Retalhuleu       | Edwin Lux                                 |                    |               |
| Sacatepéquez     | José Armando Ubico Aguilar                |                    |               |
| Sacatepéquez     | Julio Ixcamey Velásquez                   |                    |               |
| Sacatepéquez     | Mario René Azurdia Fernández              |                    |               |
| San Marcos       | Mario Ernesto Gálvez Muñoz                |                    |               |
| San Marcos       | Lesly Valenzuela de Paz                   |                    |               |
| San Marcos       | Ángel Iván Girón Montiel                  |                    |               |
| San Marcos       | Julio César Longo Maldonado               |                    |               |
| San Marcos       | Luis Alberto Contreras Colindres          |                    |               |
| San Marcos       | Guillermo Alberto Cifuentes Barragán      |                    |               |
| San Marcos       | Douglas Rivero Mérida                     |                    |               |
| San Marcos       | Vivian Beatriz Preciado Navarijo          |                    |               |
| San Marcos       | Sabino Sebastián Velásquez Bámaca         |                    |               |
| Santa Rosa       | Napoleón Castillo Santos                  |                    |               |
| Santa Rosa       | José Inés Castillo Martínez               |                    |               |
| Sololá           | Pedro Saloj Quisquiná                     |                    |               |
| Sololá           | Allan Estuardo Rodríguez Reyes            |                    |               |
| Sololá           | Manuel Tzep Rosario                       |                    |               |
| Santa Rosa       | Carlos Napoléon Rojas Alarcón             |                    |               |
| Suchitepéquez    | Vasny Adiel Maldonado Alonzo              |                    |               |
| Suchitepéquez    | Merana Esperanza Oliva Aguilar de Díaz    |                    |               |
| Suchitepéquez    | Oswaldo Rosales Polanco                   |                    |               |
| Suchitepéquez    | José Arnulfo García Barrios               |                    |               |
| Suchitepéquez    | Byron Wilfredo Arreaga Alonzo             |                    |               |
| Totonicapán      | Mariano Eulises Soch Vásquez              |                    |               |
| Totonicapán      | Diego Israel González Alvarado            |                    |               |
| Totonicapán      | Alfredo Adolfo Caniz Ajpacajá             |                    |               |
| Totonicapán      | Marvin Estuardo Alvarado Morales          |                    |               |
| Zacapa           | Sandra Carolina Orellana Cruz             |                    |               |
| Zacapa           | Luis Fernando Cordón Orellana             |                    |               |

### Diputados por listado nacional
| Diputado                                   | Partido postulante | Partido final |
| ------------------------------------------ | ------------------ | ------------- |
| Joaquín Orlando Blanco Lapola              |                    |               |
| Carlos Alberto Barreda Taracena            |                    |               |
| Mario Taracena Díaz-Sol                    |                    |               |
| Oscar Arturo Argueta Mayén                 |                    |               |
| Jorge Estuardo Vargas Morales              |                    |               |
| Karina Alexandra Paz Rosales               |                    |               |
| Sergio Estuardo Matta Bailón               |                    |               |
| Juan Francisco Mérida Contreras            |                    |               |
| Daisy Anayté Guzmán Velásquez              |                    |               |
| María Eugenia Castellanos Pinelo de Pineda |                    |               |
| Julio Francisco Lainfiesta Rimola          |                    |               |
| Karla Andrea Martínez Hernández            |                    |               |
| César Bernardo Arévalo de León             |                    |               |
| Mario Chén Yat                             |                    |               |
| Javier Alfonso Hernández Franco            |                    |               |
| Herber Armando Melgar Padilla              |                    |               |
| Evelyn Oddeth Morataya Marroquín           |                    |               |
| Fidel Reyes Lee                            |                    |               |
| Armando Damián Castillo Alvarado           |                    |               |
| Jorge Romeo Castro Delgado                 |                    |               |
| Rudio Lecsan Mérida Herrera                |                    |               |
| Gustavo Estuardo Rodríguez-Azpurú Ordóñez  |                    |               |
| Antonio Fernando Arenales Forno            |                    |               |
| José Alberto Rivera Nájera                 |                    |               |
| Felipe Alejos Lorenzana                    |                    |               |
| Sonia Marina Gutiérrez Raguay              |                    |               |
| Jorge Adolfo de Jesús García Silva         |                    |               |
| Vicenta Jerónimo Jiménez                   |                    |               |
| Álvaro Arzú Escobar                        |                    |               |
| Osmundo René Ponce Serrano                 |                    |               |
| Manuel Eduardo Conde Orellana              |                    |               |
| Juan Carlos Rivera Estévez                 |                    |               |

### Diputados que no terminaron el período
Durante la legislatura algunos diputados no terminaron el período de 4 años, ya sea por renuncia o fallecimiento:
| Distrito         | Diputado                           | Partido postulante | Fecha de vacancia       | Causa    | Sustituido por                            | Fecha de sustitución     |
| ---------------- | ---------------------------------- | ------------------ | ----------------------- | -------- | ----------------------------------------- | ------------------------ |
| Chiquimula       | Gabriel Heredia Castro*            |                    | 20 de octubre de 2020   | Falleció | Jennifer Gabriela Marcelina Guerra Gálvez | 10 de noviembre de 2020  |
| Listado Nacional | Adela de Torrebiarte*              |                    | 15 de diciembre de 2020 | Falleció | José Alberto Rivera Nájera                | 12 de enero de 2021      |
| Listado Nacional | Luis Alfonso Rosales Marroquín     |                    | 16 de marzo de 2021     | Renunció | Antonio Fernando Arenales Forno           | 16 de marzo de 2021      |
| Alta Verapaz     | Felipe de Jesús Cal Lem*           |                    | 22 de mayo de 2021      | Falleció | Ernesto Omar Mazariegos Quej              | 31 de mayo de 2021       |
| Guatemala        | Hugo Otoniel Rodríguez Chinchilla* |                    | 5 de abril de 2023      | Falleció | Yesmín María Poroj Orellana               | 12 de abril de 2023      |
| Listado Nacional | Lucrecia Hernández Mack*           |                    | 6 de septiembre de 2023 | Falleció | Mario Chén Yat                            | 13 de septiembre de 2023 |

## Elección de la Junta Directiva

### 2020-2021
| Presidente      | Presidente   | Presidente   | Presidente | Presidente |
| Candidato       | Candidato    | Candidato    |            |            |
| --------------- | ------------ | ------------ | ---------- | ---------- |
| Candidato       | Candidato    | Candidato    | Votos      |            |
| Allan Rodríguez |              | Vamos        | 82         |            |
| Orlando Blanco  |              | UNE          | 77         |            |
| Abstenciones    | Abstenciones | Abstenciones | 1          |            |
| Total           | Total        | Total        | 160        |            |

### 2021-2022
| Presidente      | Presidente   | Presidente   | Presidente | Presidente |
| Candidato       | Candidato    | Candidato    |            |            |
| --------------- | ------------ | ------------ | ---------- | ---------- |
| Candidato       | Candidato    | Candidato    | Votos      |            |
| Allan Rodríguez |              | Vamos        | 107        |            |
| En Contra       | En Contra    | En Contra    | 16         |            |
| Abstenciones    | Abstenciones | Abstenciones | 37         |            |
| Total           | Total        | Total        | 160        |            |

### 2022-2023
| Presidente     | Presidente   | Presidente   | Presidente | Presidente |
| Candidato      | Candidato    | Candidato    |            |            |
| Candidato      | Candidato    | Candidato    | Votos      | Votos      |
| -------------- | ------------ | ------------ | ---------- | ---------- |
| Shirley Rivera |              | Vamos        | 101        |            |
| Lecsan Mérida  |              | PHG          | 42         |            |
| Abstenciones   | Abstenciones | Abstenciones | 11         |            |
| Total          | Total        | Total        | 160        |            |

### 2023-2024
| Presidente      | Presidente   | Presidente   | Presidente | Presidente |
| Candidata       | Candidata    | Candidata    |            |            |
| Candidata       | Candidata    | Candidata    | Votos      | Votos      |
| --------------- | ------------ | ------------ | ---------- | ---------- |
| Shirley Rivera  |              | Vamos        | 115        |            |
| Ligia Hernández |              | Semilla      | 24         |            |
| Abstenciones    | Abstenciones | Abstenciones | 21         |            |
| Total           | Total        | Total        | 160        |            |

## Decretos aprobados

### Año 2020
El primer año de la legislatura fueron aprobados fueron relacionados con la Pandemia de COVID-19 en Guatemala:
| Decreto            | Título | Fecha de votación       | Votación | Votación | Votación | Fecha de publicación    | Estado               | Notas | Ref.   |
| Decreto            | Título | Fecha de votación       | Sí       | No       | Aus.     | Fecha de publicación    | Estado               | Notas | Ref.   |
| ------------------ | --- | ----------------------- | -------- | -------- | -------- | ----------------------- | -------------------- | --- | ------ |
| Decreto N° 1-2020  | Ley para la exención de impuestos para asociaciones de bomberos municipales | 20 de enero de 2020     | 138      | 7        | 15       | 10 de febrero de 2020   | Vigente              | | [ 8 ]  |
| Decreto N° 2-2020  | Reformas a la Ley de Actualización Tributaria, Decreto N° 10-2012 del Congreso de la República                                                                                                 | 20 de enero de 2020     | 113      | 24       | 23       | 10 de febrero de 2020   | Vigente              | | [ 9 ]  |
| Decreto N° 3-2020  | Ley que reconoce y aprueba la Lengua de Señas de Guatemala, -LENSEGUA- | 28 de enero de 2020     | 126      | 6        | 28       | 18 de febrero de 2020   | Vigente              | | [ 10 ] |
| Decreto N° 4-2020  | Reformas a la Ley de Organizaciones No Gubernamentales para el Desarrollo, Decreto Número 2-2003 del Congreso de la República, y al Código Civil, Decreto Ley Número 106 del Jefe de Gobierno. | 11 de febrero de 2020   | 81       | 12       | 67       | 28 de febrero de 2020   | Vigente              | | [ 11 ] |
| Decreto N° 5-2020  | | 25 de febrero de 2020   | 116      | 11       | 33       | 23 de marzo de 2020     | Vigente              | Se aprueba Protocolo de Adhesión de Guatemala al Tratado de Libre Comercio entre los Estados AELC y los Estados Centroamericanos, y Tratado de Libre Comercio entre los Estados AELC y los Estados Centroamericanos,. | [ 12 ] |
| Decreto N° 6-2020  | Reformas al Decreto Número 2-70 del Congreso de la República, Código de Comercio. | 25 de febrero de 2020   | 108      | 11       | 41       | 23 de marzo de 2020     | Vigente              | Se reforma el artículo 503, 511 y 511 Ter. Se adiciona 516 Bis. | [ 13 ] |
| Decreto N° 7-2020  | Ley de protección para el cultivo del plátano y el banano en la República de Guatemala. | 11 de marzo de 2020     | 81       | 8        | 71       | 16 de abril de 2020     | Vigente              | | [ 14 ] |
| Decreto N° 8-2020  | | 12 de marzo de 2020     | 115      | 9        | 36       | 21 de marzo de 2020     | No vigente           | Ratificó el Decreto Gubernativo N° 5-2020 de fecha 5/3/2020, emitido por el presidente de la República en Consejo de Ministros, en el cual se declara estado de calamidad pública por un plazo de treinta días en todo el territorio nacional.                                                                                | [ 15 ] |
| Decreto N° 9-2020  | | 24 de marzo de 2020     | 133      | 5        | 22       | 1 de abril de 2020      | No vigente           | Ratificar el Decreto Gubernativo N° 6-2020, de fecha 21/3/2020, emitido por el presidente de la República en Consejo de Ministros, que reforma el Decreto Gubernativo N° 5-2020, de fecha 5/3/2020,en el cual se declara estado de calamidad pública por un plazo de treinta días en todo el territorio nacional.             | [ 16 ] |
| Decreto N° 10-2020 | | 24 de marzo de 2020     | 135      | 0        | 25       | 1 de abril de 2020      | Vigente              | Aprobar negociaciones para un préstamo con el Banco Internacional de Reconstrucción y Fomento (BIRF) | [ 16 ] |
| Decreto N° 11-2020 | | 24 de marzo de 2020     | 133      | 3        | 24       | 1 de abril de 2020      | Vigente              | Aprobar negociaciones para un préstamo con el Banco Interamericano de Desarrollo (BID) | [ 16 ] |
| Decreto N° 12-2020 | Ley de emergencia para proteger a los guatemaltecos de los efectos causados por la pandemia Coronavirus COVID-19.                                                                              | 25 de marzo de 2020     | 126      | 1        | 33       | 1 de abril de 2020      | No vigente           | | [ 17 ] |
| Decreto N° 13-2020 | Ley de rescate económico a las familias por los efectos causados por el COVID-19 | 3 de abril de 2020      | 150      | 0        | 10       | 8 de abril de 2020      | No Vigente           | | [ 18 ] |
| Decreto N° 14-2020 | | 3 de abril de 2020      | 133      | 12       | 15       | 16 de abril de 2020     | Vigente              | Aprobar negociaciones para un préstamo con el Banco Interamericano de Desarrollo (BID) | [ 19 ] |
| Decreto N° 15-2020 | Medidas Adicionales de Protección para la Población de los Efectos Económicos Provocados por la Pandemia del COVID-19                                                                          | 3 de abril de 2020      | 140      | 1        | 19       | 21 de mayo de 2020      | No vigente           | Fue vetado por el presidente de la República, pero este fue rechazado en el Acuerdo N° 12-2020 del Congreso de la República y fue mandado a publicar. | [ 19 ] |
| Decreto N° 16-2020 | | 4 de abril de 2020      | 111      | 0        | 49       | 16 de abril de 2020     | Vigente              | Aprobó negociaciones para un préstamo con el Banco Centroamericano de Integración Económica (BCIE) | [ 19 ] |
| Decreto N° 17-2020 | | 5 de abril de 2020      | 103      | 4        | 53       | 18 de abril de 2020     | Vigente              | Aprobar negociaciones para un préstamo con el Banco Interamericano de Desarrollo (BID) | [ 19 ] |
| Decreto N° 18-2020 | | 5 de abril de 2020      | 103      | 2        | 55       | 16 de abril de 2020     | Vigente              | Aprobó negociaciones para un préstamo con el Banco Centroamericano de Integración Económica (BCIE) | [ 19 ] |
| Decreto N° 19-2020 | | 5 de abril de 2020      | 96       | 8        | 56       | 16 de abril de 2020     | Vigente              | Aprobó negociaciones para un préstamo con el Banco Centroamericano de Integración Económica (BCIE) | [ 19 ] |
| Decreto N° 20-2020 | Ampliación del Presupuesto General de Ingresos y Egresos del Estado para el Ejercicio Fiscal Dos Mil Veinte                                                                                    | 5 de abril de 2020      | 98       | 6        | 56       | 16 de abril de 2020     | No vigente           | | [ 19 ] |
| Decreto N° 21-2020 | | 30 de abril de 2020     | 144      | 0        | 16       | 11 de abril de 2020     | No vigente           | Ratificó el Decreto N° 8-2020 del presidente de la República en Consejo de Ministros que prorrogaba por 30 días más el estado de calamidad. | [ 22 ] |
| Decreto N° 22-2020 | | 2 de junio de 2020      | 116      | 4        | 40       | 9 de junio de 2020      | No vigente           | Ratificó el Decreto N° 9-2020 del presidente de la República en Consejo de Ministros que prorrogaba por 30 días más el estado de calamidad. | [ 22 ] |
| Decreto N° 23-2020 | | 3 de junio de 2020      | 108      | 15       | 37       | 11 de junio de 2020     | No vigente           | Ratificó el Decreto Gubernativo N° 10-2020 del presidente de la República en Consejo de Ministros que declaró por 30 días estado de sitio en Nahualá, Santa Catarina Ixtahuacán y Santa Lucía Utatlán. | [ 23 ] |
| Decreto N° 24-2020 | | 23 de junio de 2020     | 140      | 15       | 5        | 6 de julio de 2020      | No vigente           | Prorrogó la aplicación de artículos contenidos en el decreto 70-94, de modo que el impuesto sobre circulación de vehículos se pagara hasta el 31/10/2020. | [ 24 ] |
| Decreto N° 25-2020 | Ley de Bonificación a Pensionados y Jubilados del Estado | 23 de junio de 2020     | 150      | 1        | 9        | 6 de julio de 2020      | No vigente           | | [ 24 ] |
| Decreto N° 26-2020 | | 27 de junio de 2020     | 93       | 23       | 44       | 9 de julio de 2020      | No vigente           | Ratificó el Decreto Gubernativo N° 11-2020 del presidente en consejo de ministros que prorrobaga por 30 días más el estado de sitio decretado en el D.G. N° 10-2020 | [ 25 ] |
| Decreto N° 27-2020 | | 27 de junio de 2020     | 98       | 5        | 57       | 9 de julio de 2020      | No vigente           | Ratificó el Decreto Gubernativo N° 12-2020 del presidente en consejo de ministros que prorrobaga por 30 días más el estado de calamidad pública decretado en el D.G. N° 5-2020 | [ 25 ] |
| Decreto N° 28-2020 | | 31 de julio de 2020     | 86       | 14       | 60       | 15 de agosto de 2020    | No vigente           | Ratificó el Decreto Gubernativo N° 15-2020 del presidente en consejo de ministros que prorrobaga por 30 días más el estado de calamidad pública decretado en el D.G. N° 5-2020 | [ 26 ] |
| Decreto N° 29-2020 | | 27 de agosto de 2020    | 87       | 35       | 38       | 9 de septiembre de 2020 | No vigente           | Ratificó el Decreto Gubernativo N° 17-2020 del presidente en consejo de ministros que prorrobaga por 30 días más el estado de calamidad pública decretado en el D.G. N° 5-2020 | [ 27 ] |
| Decreto N° 30-2020 | | 11 de noviembre de 2020 | 118      | 10       | 32       | 19 de noviembre de 2020 | No vigente           | Ratificó el Decreto Gubernativo N° 20-2020 del presidente en consejo de ministros que declaró por 30 días estado de calamidad pública en los departamentos de Petén, Quiché, Alta Verapaz, Izabal, Chiquimula, Zacapa, Jutiapa, El Progreso y Santa Rosa. Y el A.G. N° 21-2020 que agregaba al departamento de Huehuetenango. | [ 28 ] |
| Decreto N° 31-2020 | | 17 de noviembre de 2020 | 114      | 26       | 20       | No se publicó           | Nunca estuvo vigente | Aprobaba negociaciones para un préstamo con el Fondo Monetario Internacional para financiar el presupuesto de 2021. Este decreto fue archivado y nunca entró en vigencia. | [ 29 ] |
| Decreto N° 32-2020 | | 17 de noviembre de 2020 | 107      | 29       | 24       | No se publicó           | Nunca estuvo vigente | Aprobaba negociaciones para un préstamo con el Banco Internacional de Reconstrucción y Fomento (BIRF) para financiar el presupuesto de 2021. Este decreto fue archivado y nunca entró en vigencia. | [ 29 ] |
| Decreto N° 33-2020 | Ley del Presupuesto General de Ingresos y Egresos del Estado para el Ejercicio Fiscal 2021 | 17 de noviembre de 2020 | 115      | 13       | 32       | No se publicó           | Nunca estuvo vigente | Este decreto fue archivado y nunca entró en vigencia. | [ 29 ] |
| Decreto N° 34-2020 | | 4 de diciembre de 2020  | 86       | 16       | 58       | 18 de diciembre de 2020 | No vigente           | Ratificó el Decreto Gubernativo 22-2020 que prorrogaba la declaratoria de estado de calamidad contenidos en los A.G. 20-2020 y 21-2022. | [ 30 ] |

## Votación de reelección de Allan Rodríguez
| Candidato       | Fecha                                                      | Voto |    |   |    |    |    |        |    |   |   |   |   |  |   |  |  |  |   |   |   |   | Total   |
| --------------- | ---------------------------------------------------------- | ---- | -- | - | -- | -- | -- | ------ | -- | - | - | - | - |  | - |  |  |  | - | - | - | - | ------- |
| Allan Rodríguez | 21 de octubre de 2020 Mayoría requerida: Absoluta (81/160) | Sí   | 17 | 7 | 5  | 4  | 12 | 9      | 30 | 1 | 3 | 8 | 6 |  | 1 |  |  |  |   |   | 1 | 2 | 107/160 |
| No              |                                                            |      | 2  |   |    |    |    |        | 1  | 3 | 8 | 6 | 1 |  |   |  |  |  | 1 | 2 |   |   | 0/135   |
| Aus.            |                                                            |      |    |   | 25 | 16 | 11 | 52/135 |    |   |   |   |   |  |   |  |  |  |   |   |   |   |         |

## Votación de reelección de Shirley Rivera
| Candidato      | Fecha                                                      | Voto |    |   |   |   |    |   |    |   |   |   |   |   |   |   |   |   |   |   |   |   | Total   |
| -------------- | ---------------------------------------------------------- | ---- | -- | - | - | - | -- | - | -- | - | - | - | - | - | - | - | - | - | - | - | - | - | ------- |
| Shirley Rivera | 19 de octubre de 2022 Mayoría requerida: Absoluta (81/160) | Sí   | 17 | 6 | 6 | 3 | 11 | 1 | 41 | 1 | 3 | 8 | 6 |   | 7 | 2 |   |   |   |   | 1 | 2 | 115/160 |
| Shirley Rivera | 19 de octubre de 2022 Mayoría requerida: Absoluta (81/160) | No   |    |   | 2 | 2 |    | 1 | 7  |   |   |   |   | 3 |   | 5 | 4 |   | 1 | 3 |   |   | 28/160  |
| Shirley Rivera | 19 de octubre de 2022 Mayoría requerida: Absoluta (81/160) | Aus. |    | 1 |   | 1 | 1  | 7 | 4  | 1 |   |   |   |   |   |   |   | 1 | 1 |   |   |   | 17/160  |